# Kurt Sitte
Kurt Sitte (Reichenberg, Boêmia, Áustria-Hungria, 1 de dezembro de 1910 – Friburgo na Brisgóvia, 20 de junho de 1993) foi um físico nuclear tcheco-alemão de orígem sudeta, prisioneiro político no campo de concentração de Buchenwald. Posteriormente, tornou-se o primeiro condenado por espionagem na história de Israel.

## Biografia

### Vida inicial
Kurt Sitte era filho do professor e pintor homônimo Kurt Sitte e de sua esposa Gisela, nascida Schicht. Após concluir o ensino médio, cursou matemática e física na Universidade Alemã de Praga, onde obteve o doutorado em ciências naturais em 1932. Em 1935, habilitou-se em física e passou a atuar como professor livre-docente na mesma universidade. Sitte presidia o círculo democrático de debates Die Tat, em Reichenberg, e participou da resistência antifascista sudeto-alemã. Durante a crise dos Sudetos, que antecedeu o Acordo de Munique, foi um dos fundadores, em 18 de setembro de 1938, do "Conselho Nacional de Todos os Sudeto-Alemães Amantes da Paz".

### Prisioneiro em Bruchenwald
Após a anexação do restante do Estado tcheco pelo Reich, em março de 1939, Kurt Sitte foi inicialmente preso em Praga e, em seguida, enviado como prisioneiro político ao campo de concentração de Dachau por um curto período. No final de setembro de 1939, foi transferido para o campo de Buchenwald. A partir da primavera de 1942, atuou na patologia da SS no campo, como assistente do kapo Gustav Wegerer. Segundo o também prisioneiro Eugen Kogon, ambos ministravam cursos sobre temas médicos e biológicos para outros detentos interessados. A tese de doutorado do médico do campo, Waldemar Hoven, intitulada "Experimentos para o tratamento da tuberculose pulmonar por inalação de coloide de carvão", foi redigida por Wegerer e Sitte. O nome de Sitte constava em uma lista de 46 prisioneiros políticos que a SS pretendia executar pouco antes da libertação do campo, mas ele conseguiu se esconder, como a maioria dos listados. Em 11 de abril de 1945, Sitte foi libertado com o campo de Buchenwald pelas tropas americanas. Sua companheira — uma judia de Praga, que mais tarde se tornou sua esposa — também sobreviveu ao cativeiro em campos de concentração.

### Início do pós-guerra
Após a libertação do nazismo, Kurt Sitte tornou-se, em 1946, bolsista de pesquisa nas universidades de Edimburgo e Manchester.

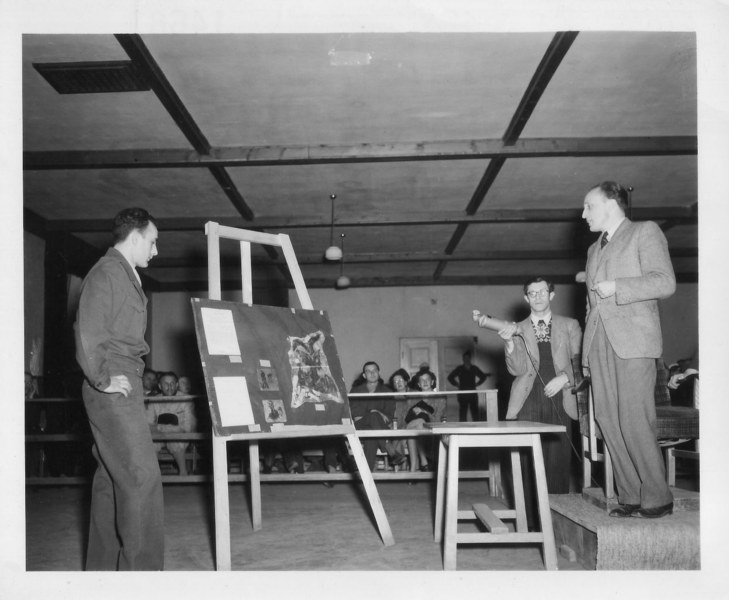
Kurt Sitte identifica pele humana tatuada durante o julgamento principal de Buchenwald em Dachau, em 16 de abril de 1947.

Em abril de 1947, testemunhou como acusação no julgamento principal de Buchenwald, ocasião em que identificou pele humana preservada, retirada no próprio campo. Segundo ele, a preparação foi feita em Buchenwald, mas seu uso foi decidido em outro local. Suas declarações implicaram Ilse Koch, a chamada "comandante de Buchenwald", embora nenhuma culpa concreta tenha sido provada — nem por posse de tais objetos, nem por ter ordenado a morte de prisioneiros para uso de suas peles. A sentença de prisão perpétua de Koch foi reduzida em 1948 para quatro anos por um tribunal militar em revisão, entre outros motivos, por se basear fortemente em relatos indiretos. Nesse contexto, Sitte foi interrogado por uma comissão de senadores americanos sobre um dos "cabeças encolhidas" de Buchenwald. Ele confirmou que se tratava de uma cabeça humana, alegando que era uma de duas pertencentes à coleção da patologia da SS e que tinha visto as vítimas vivas. Segundo ele, os dois cabeças vinham de prisioneiros poloneses que tentaram fugir de Buchenwald entre o fim de 1939 e 1940, foram recapturados, espancados publicamente e, mais tarde, enforcados no crematório do campo sem presença de testemunhas.
Em 1948, Sitte mudou-se para os Estados Unidos, onde passou a lecionar física na Universidade de Syracuse. Lá, iniciou pesquisas em física nuclear e radiação cósmica. Tornou-se membro da Academia de Ciências de Nova York em 1953. No entanto, por manter amizade com comunistas tchecoslovacos que conhecera em Buchenwald e visitara durante viagens ao bloco oriental, passou a ser vigiado pelo FBI. Em 1953, o FBI recomendou que sua permanência no país não fosse renovada, levando-o a deixar os EUA. Nesse mesmo ano, assumiu uma cátedra temporária na Universidade de São Paulo. Mais tarde, foi oficialmente considerado um risco à segurança nos EUA. Durante uma escala em Nova York, ao voltar de uma viagem oficial a Roma, foi impedido de se hospedar em um hotel e forçado a retornar imediatamente ao Brasil, sob escolta do FBI.

### Condenação por espionagem em Israel
Em outubro de 1954, Sitte foi contratado como especialista em física nuclear no Technion de Haifa, onde fundou o Departamento de Física Nuclear e assumiu sua direção. Em 1955, tornou-se presidente da Sociedade Israelense de Física. Graças aos seus cargos, Sitte também teve acesso a projetos de pesquisa em física nuclear no Instituto Weizmann de Ciências e na Universidade Hebraica de Jerusalém. Ele foi designado para lidar com contratos internacionais, incluindo projetos espaciais da Força Aérea dos Estados Unidos (USAF). Em 1959, foi nomeado vice-diretor do instituto de pesquisa, que era dominado por conselhos de supervisão americanos, britânicos e canadenses, e se tornou um especialista na aplicação prática da pesquisa espacial. 
Devido à sua posição, Sitte passou a ser monitorado pelos serviços secretos israelenses. Ele foi suspeito não apenas por suas viagens à Tchecoslováquia comunista e por duas estadias na União Soviética, mas também por encontros conspiratórios com um diplomata tcheco em diferentes cafés, a partir de 1960. Em junho daquele ano, Sitte pediu aos seus colegas que redigissem relatórios sobre suas pesquisas. Em 15 de junho de 1960, ele foi preso em sua vila em Haifa, e sua propriedade foi vasculhada. A prisão se baseou na acusação de ter revelado segredos de Estado a potências estrangeiras. Durante os interrogatórios, Sitte admitiu os encontros com o diplomata tcheco, justificando-os como uma forma de proteger seus familiares que viviam na Tchecoslováquia, e afirmou que as conversas serviram apenas para troca de informações científicas. Segundo o serviço secreto israelense, Sitte temia que sua pesquisa sobre radiação cósmica, como uma possível fonte de energia, pudesse provocar um confronto entre os EUA e a União Soviética, e por isso teria compartilhado as informações com os soviéticos.
O julgamento secreto contra Sitte começou em 5 de novembro de 1960, no Tribunal Distrital de Haifa, sob exclusão do público, por violações da Lei de Segurança do Estado de 1957. Em 7 de fevereiro de 1961, ele foi condenado a cinco anos de prisão por passar informações secretas a uma potência estrangeira. A sentença foi confirmada em apelação. No entanto, devido à sua boa conduta, foi libertado antecipadamente em 26 de março de 1963.

### Professor em Friburgo
Com sua segunda esposa, Sitte, que possuía cidadania alemã, mudou-se para a Alemanha Ocidental. Desde 1963, ele era casado com Judith Sitte-Amon, nascida Krymokowski, com quem teve um filho. Entre 1963 e 1971, foi professor visitante e, posteriormente, professor honorário na Universidade de Freiburgo, na Alemanha. Além disso, foi colaborador do Instituto Max Planck de Física Nuclear em Heidelberg de 1964 a 1967. De 1970 a 1983, fez parte do conselho científico do Laboratório de Cosmo-Geofísica do CNR em Turim, onde atuou como professor titular de Física de 1966 a 1970. Sitte foi autor de diversas publicações científicas.
Ele morreu em Friburgo em 20 de junho de 1993.